# Heinkel He 162
El Heinkel He 162 Volksjäger («caza del pueblo» en alemán) fue el tercer caza a reacción en entrar en servicio en la Luftwaffe en la Segunda Guerra Mundial, precedido por el Me 262 y el Me 163.
El avión, además del nombre oficial —Volksjäger— tuvo numerosos apodos, entre ellos Salamander (‘salamandra’), que era el nombre en código de su programa de desarrollo y Spatz (‘gorrión’), que era el nombre dado por Heinkel. Gran parte del avión era de madera —material no estratégico por su relativa abundancia—, ya que los recursos del Tercer Reich se extinguían de manera irremediable.

## Desarrollo

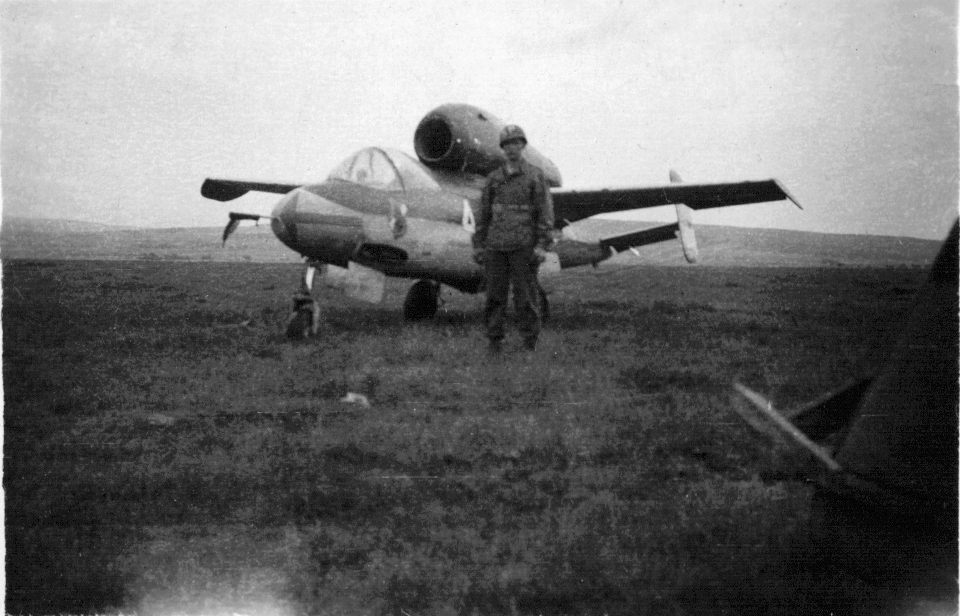
Heinkel 162 capturado por las tropas estadounidenses.

A principios de 1944, la 8.ª Fuerza Aérea de los Estados Unidos prosiguió su campaña de bombardeo sobre Alemania utilizando aviones P-51 Mustang como escolta de los bombarderos. Este hecho cambió completamente la naturaleza de la guerra aérea sobre los cielos de Alemania, dado que las unidades de caza alemanas ya no podían atacar a los bombarderos Aliados de manera impune como habían hecho anteriormente, sino que debían pasar la mayor parte del tiempo eludiendo las patrullas de escolta de los P-51, en vez de disparando contra los bombarderos. El montaje de cañones de mayor calibre y mayor blindaje (para mejorar la capacidad de los cazas para derribar bombarderos) tuvo una repercusión negativa en el rendimiento de éstos, convirtiéndolos en trampas mortales al oponerse a los ligeros Mustang.
En ese momento, los Aliados tenían tanto la superioridad numérica como táctica, y para abril de 1944, los grupos de caza de la Luftwaffe estaban diezmados. Con pocos aviones para entablar combate aéreo, los cazas aliados tuvieron el camino libre para realizar incursiones contra aeródromos, instalaciones ferroviarias y vías de comunicación. Pronto el sistema logístico alemán estaba en serios problemas y el mantenimiento de una fuerza de caza con capacidades de seguir luchando se tornó en una tarea casi imposible, lo mismo que conseguir suficiente combustible para realizar una misión de vuelo. Para resolver este problema, dos bandos dentro de la Luftwaffe presentaron sus propuestas, ambas solicitando la inmediata introducción de grandes cantidades de cazas a reacción.
Un grupo, liderado por el General der Jäger (General de Cazas) Adolf Galland, razonó que la superioridad numérica aliada debía ser contrarrestada con superioridad tecnológica alemana, por lo que demandaron que la construcción del Messerschmitt Me 262 tuviera la máxima prioridad, aun si ello significaba reducir la producción de otros aviones. El otro bando argumentó que estas medidas poco podían hacer para resolver el problema, ya que como el Me 262 era muy complicado de mantener, y tomando en consideración la situación logística alemana, gran parte de la flota se iba a quedar en tierra esperando que las piezas de repuesto llegaran, o esperando combustible del que simplemente se carecía. En cambio, sugirieron el desarrollo de un nuevo avión barato y de extrema sencillez. Este concepto fue ridiculizado por la mayoría de los pilotos de cazas, pero ganó muchos adeptos entre los políticos. El Reichsmarshall Hermann Wilhelm Göring y el ministro de Armamentos Albert Speer apoyaban completamente la propuesta del caza liviano y barato. Como era de esperar, se ofreció un contrato para un caza a reacción monomotor que debía ser barato y de fácil producción con el nombre de Volksjäger (caza popular).
Los requisitos oficiales exigían que el caza fuera monoplaza y que estuviese impulsado por un motor a reacción BMW 003. El jet debía construirse de partes baratas y poco sofisticadas hechas de madera u otro material no estratégico y, lo más importante, es que debía ser construido por una mano de obra semicapacitada o no capacitada. Las especificaciones incluían un peso no mayor de dos toneladas (cuando la mayor parte de los cazas de la época pesaban el doble), una velocidad máxima de al menos 750 km/h al nivel del suelo, una autonomía de media hora y una carrera de despegue de 500 m o menos. El armamento debía ser de dos cañones automáticos MG 151 de 20 mm con 100 municiones cada uno o dos MK 108 de 30 mm con 50 balas por arma. El requisito más importante era que el Volksjäger debía ser fácil de volar (algunos sugirieron que pilotos de planeadores o estudiantes debían poder volar el avión eficazmente en combate), puesto que casi todos los pilotos y tripulantes con experiencia habían muerto o eran prisioneros de guerra.
El 8 de septiembre de 1944, el Reichsluftfahrtministerium (RLM, Ministerio del Aire del Reich) emitió una especificación con los requisitos nombrados anteriormente, y los diseños básicos debían presentarse en los próximos 10 días y la producción a escala debía empezar el 1 de enero de 1945.
La orden inicial de producción estimaba la fabricación de 4000 ejemplares al mes, la cual debía ser alcanzada a más tardar en abril de 1945. La producción se realizaba mediante un sistema de cadenas de montaje dispersadas por el Reich; éstas eran en concreto:
- la Heinkel Nord en Rostock, que debía construir 1000 ejemplares
- la Junkers en Bernburg, que también tenía que construir 1000 aviones
- la gigantesca fábrica subterránea de Mittelwerke en las montañas de Harz, que debía fabricar 2000 He 162 y que además era el centro de producción de las V1 y V2.

## Diseño

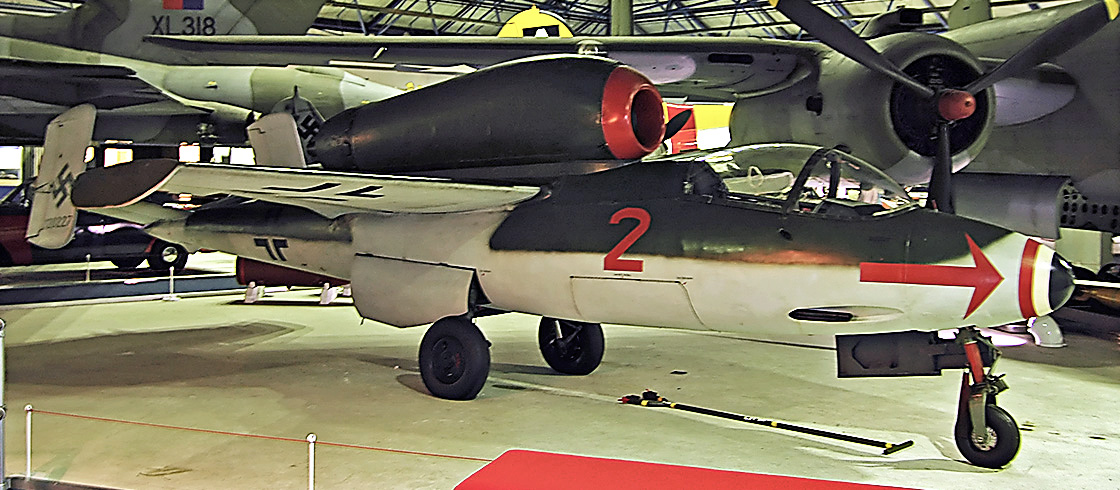

Como el nuevo caza liviano iba a ser construido en enormes cantidades, casi todos los constructores de aeroplanos de Alemania mostraron interés en el proyecto. Sin embargo, Heinkel ya había estado trabajando en una serie de proyectos de cazas livianos monomotores con la denominación de  P.1073 y había llegado tan lejos como para construir maquetas de estos nuevos diseños y probarlas en el túnel de viento. A pesar de que muchos de los modelos en competencia eran técnicamente superiores, el avanzado desarrollo de los diseños de Heinkel borraron todas las dudas y le valieron el otorgamiento del contrato de producción en octubre de 1944.
Heinkel diseñó un pequeño avión de líneas deportivas, con un elegante y aerodinámico fuselaje, un reactor BMW 003 instalado en la parte trasera superior del avión, bideriva –que dejaba libre la salida del escape del motor-, un ala alta, un asiento eyectable para el piloto y un tren de aterrizaje de triciclo anterior. La superficie de arrastre y algunas partes del fuselaje eran de madera y, como se deseaba que la nave tuviera un buen desempeño en vuelo, fue dotada de una bomba hidráulica (se había calculado que el piloto sería incapaz de accionar los flaps y el tren de aterrizaje mediante un sistema hidráulico manual). El fuselaje era de construcción metálica, muy ligero, dotado de un cono de madera moldeada en el morro y su ala era de una sola pieza de madera, puntas en metal y unida al cuerpo del avión con 4 pernos. Las ruedas se retraían dentro del fuselaje y se extendían contra el flujo de aire mediante poderosos muelles. Casi la totalidad del combustible se alojaba en un solo depósito flexible situado debajo del motor. La cabina era una burbuja transparente en acrílico, cuya principal ventaja era la gran visibilidad dada al piloto, y su gran desventaja, que careciese de cristal de protección frontal contra aves o proyectiles. El primer vuelo del caza del pueblo ocurrió el 6 de diciembre de 1944, menos de 90 días desde el momento en que se eligió el diseño.
El primer vuelo del He 162V1, realizado por el piloto Gotthold Peter, fue relativamente exitoso, aunque durante una pasada a alta velocidad (640 km/h), el pegamento que sostenía el recubrimiento del morro del avión falló forzando al piloto a aterrizar (el adhesivo Tego-Film, de la firma Goldschmitt, que originalmente debía ser utilizado, ya no estaba disponible porque su fábrica había sido destruida en un bombardeo, por lo que se tuvo que usar un adhesivo alternativo preparado a toda prisa, el cual carcomía la madera luego de su aplicación). También se detectaron problemas de inestabilidad en el diseño y otros más pequeños aunque ninguno fue considerado importante. En el segundo vuelo, que tuvo lugar el 10 de diciembre, el pegamento volvió a fallar, solo que esta vez un trozo del ala derecha se desprendió, debido a una unión defectuosa de las estructuras de madera. El trozo rompió el alerón, causando que el avión se precipitase a tierra y matase al piloto ante una comitiva de oficiales nazis.
Una investigación sobre el fallo reveló que la estructura del ala debía ser reforzada y rediseñada para soportar mayor carga, puesto que el pegamento requerido para unir las distintas partes de madera era defectuoso, pero el calendario estaba tan apretado que se vieron forzados a reanudar las pruebas con ese mismo diseño.
La velocidad en pruebas quedó limitada a 500 km/h cuando el segundo prototipo (He 162V2) voló por primera vez el 22 de diciembre. Esta vez, los problemas de inestabilidad se hicieron más serios y se descubrió que podían ser solucionados reduciendo el diedro del ala. Sin embargo, el avión debía entrar en producción en solo unas semanas, por lo que no había tiempo de cambiar el diseño. Algunos cambios menores fueron introducidos, incluyendo la adición de lastre en el morro del avión (para desplazar el centro de gravedad más al frente) y un ligero incremento en el tamaño de las superficies de la deriva.
Dos prototipos con alas reforzadas volaron el 16 de enero de 1945. Estas versiones incluían aletas marginales metálicas en el extremo de cada ala en un ángulo de 55° hacia abajo, en un intento de terminar con la inestabilidad mediante la reducción del diedro. Ambos estaban equipados con 2 cañones MK 108 de 30 mm y eran de la versión cazabombarderos He 162A-1, pero en las pruebas de vuelo, el retroceso de estos probó ser demasiado para un fuselaje tan ligero, de modo que en los planes de producción fueron reemplazados por la versión A-2 de caza, que estaba equipada con dos MG 151 de 20 mm. Mientras tanto, se comenzó el desarrollo de la versión A-3 con un fuselaje reforzado.
Numerosos cambios en el diseño elevaron el peso original hasta los 2.800 kg, pero esto no importó mucho, ya que el avión seguía siendo el caza a reacción más rápido con una velocidad de 890 km/h al nivel del mar y 905 km/h a 6.000 m de altura.

## Entrada en servicio
En enero de 1945, la Luftwaffe formó el grupo de evaluación "Erprobungskommando 162" (Unidad de pruebas 162) con los primeros 46 aviones entregados. Este grupo estaba basado en el centro de pruebas de la Luftwaffe en Rechlin y frecuentemente se cita que el comandante de esta unidad era Heinz Bär. Bär era un experimentado piloto de combate con más de 200 victorias aéreas acreditadas, 16 de ellas pilotando el primer caza a reacción en servicio Me 262 como comandante de la unidad de entrenamiento operacional III./EJG 2. Sin embargo, los documentos personales de Bär no confirman que haya estado al mando del Erprobungskommando 162 o que haya volado alguna vez un He 162.
Durante el mes de febrero, algunos He 162 fueron transferidos a una unidad operacional, en concreto al I./JG1 (I Staffel, del Ala Jagdgeschwader 1; 1.er Escuadrón del Ala de Caza 1) que previamente había utilizado Focke-Wulf Fw 190. El I./JG1 fue transferida a Parchim, cerca de la fábrica de Heinkel en Marienehe, donde los pilotos podían buscar sus nuevos aviones de reacción y empezar un entrenamiento intensivo en el mes de marzo.
Todo esto tuvo lugar mientras la red de transporte y de abastecimiento de combustible del Tercer Reich estaba colapsando por la presión ejercida por los ataques aéreos aliados. El 17 de abril, la USAAF (United States Army Air Forces, Fuerza Aérea del Ejército de los Estados Unidos) bombardeó el aeródromo de Parchim con 134 B-17 Flying Fortress, infligiendo graves pérdidas y dañando la infraestructura.
Dos días después, el I./JG1 se trasladó a un aeródromo cerca de Ludwigslust para, en menos de una semana, volver a desplazarse a una base en Leck, cerca de la frontera de Dinamarca. Mientras tanto, el 8 de abril el II./JG1 fue transferido a Marienehe y comenzó la conversión de Fw 190 a He 162. El III./JG1 también debía convertirse al He 162, pero el Staffel se disolvió el 24 de abril y su personal fue utilizado para llenar las vacantes de otras unidades.
El He 162 Volksjäger entró finalmente en combate a mediados de abril. El 19 de abril, un piloto de caza de la RAF (Royal Air Force, Real Fuerza Aérea Británica) que fue derribado y capturado por los alemanes, informó en un interrogatorio que su avión había sido derribado por un avión de reacción cuya descripción coincidía con la del He 162. El Heinkel y su piloto también fueron derribados por un Hawker Tempest de la RAF durante una aproximación. A pesar de estar en el periodo de entrenamiento, el I./JG1 obtuvo numerosas victorias aéreas a partir de abril, si bien perdió trece He 162 y diez pilotos. Diez de los aviones se habían accidentado (prendido fuego en vuelo, fallos estructurales, etc.) y solo dos habían sido derribados.
La escasa autonomía del He 162 (30 minutos de vuelo) también causó problemas. Al menos dos pilotos del JG1 murieron al intentar realizar un aterrizaje de emergencia por haberse quedado sin combustible en pleno vuelo.

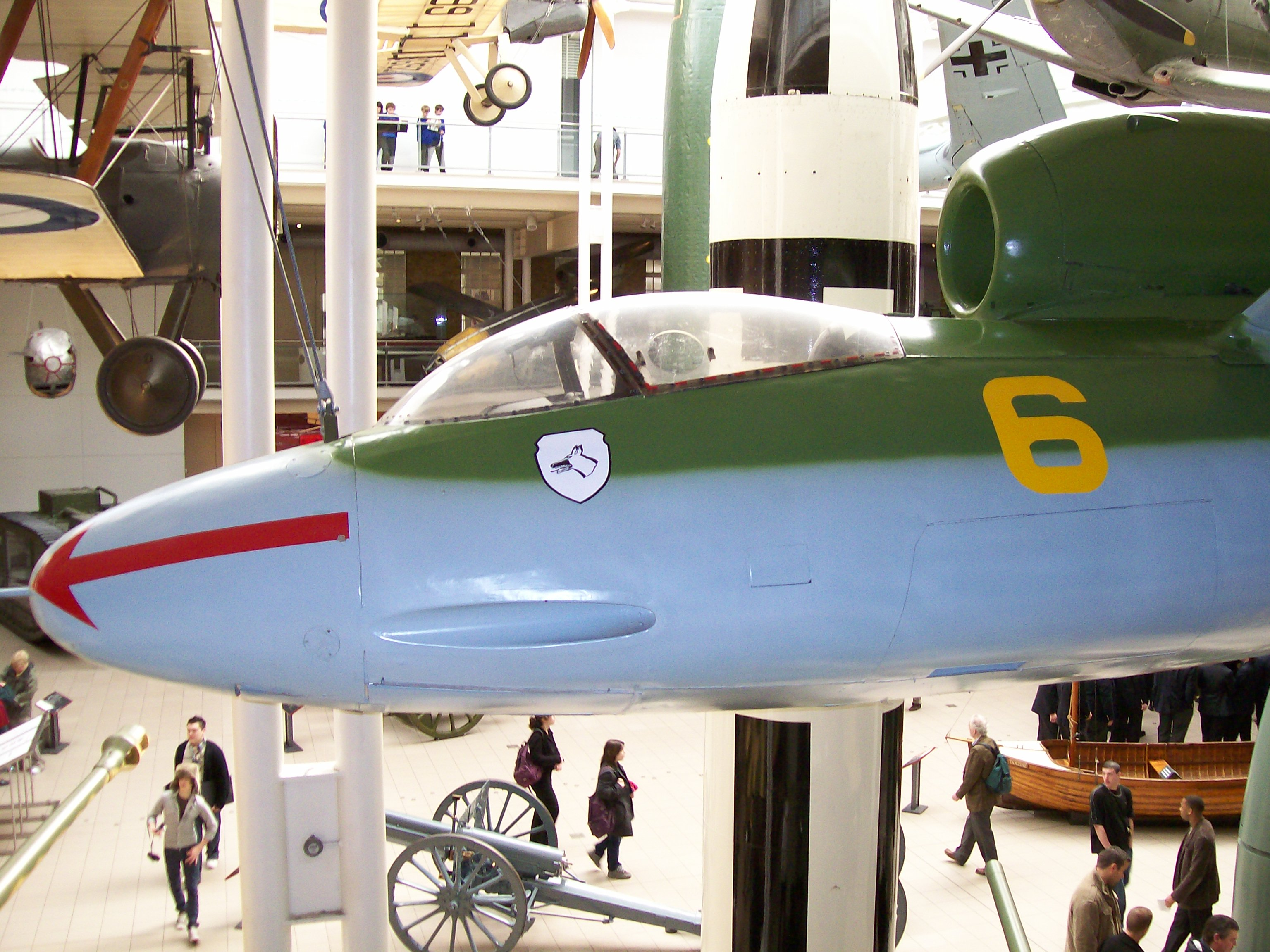
Detalle de la cabina del Heinkel He 162 expuesto en el Imperial War Museum de Londres.

En los últimos días de abril, cuando las tropas de la Unión Soviética se aproximaban, el II./JG1 evacuó Marienhe y el 2 de mayo se unió al I./JG1 en Leck. Al día siguiente, todos los He 162 sobrevivientes del JG1 fueron reestructurados en 2 grupos, I. Einsatz (Combate) y II. Sammel (reemplazos). El 5 de mayo, Hans-Georg von Friedeburg firmó la rendición de todas las fuerzas armadas alemanas en Holanda, Dinamarca y el noroeste de Alemania, por lo que todos los aviones del JG1 permanecieron en tierra. El 6 de mayo, los ingleses arribaron a los aeródromos y el JG1 entregó todos sus aviones a los aliados.
Estos aviones fueron trasladados a los Estados Unidos, Francia, Reino Unido y la Unión Soviética para ser evaluados y probados.
Los cazas del Erprobungskommando 162 habían sido transferidos unas semanas antes al JV 44 (una unidad élite de aviones de reacción comandada por Adolf Galland) y fueron destruidos por sus tripulantes antes de que cayeran en manos de los aliados.
Para el 8 de mayo de 1945, día de la rendición incondicional del Tercer Reich, 120 He 162 habían sido entregados a diversas unidades, 200 estaban listos para ser entregados y unos 600 se encontraban en diferentes etapas de producción.
Las dificultades experimentadas por el He 162 fueron causadas principalmente por la urgencia de su producción y no por fallos en el diseño. Un experimentado piloto de la Luftwaffe que tuvo la oportunidad de volar en él, lo calificó como un "avión de combate de primera clase".

## Modelos
- He 162A-0

Primeros 10 aviones de preproducción
- He 162A-1

Armados con 2 cañones automáticos de 30 mm MK 108 con 50 balas cada uno
- He 162A-2

Armados con 2 cañones automáticos de 20 mm MG 151 con 120 municiones cada uno
- He 162A-3

Versión mejorada del modelo A-1, propuesta con una nariz reforzada para poder disparar los dos MK 108 sin inconvenientes. Ningún ejemplar construido
- He 162A-8

Versión mejorada con motores Junkers Jumo 004D-4. Ningún ejemplar construido
- He 162B-1

Versión propuesta para ser fabricada en 1946. Incluía un reactor Heinkel-Hirth HeS 011A de mayor potencia, un fuselaje más extenso para cargar más combustible y una mayor envergadura alar con un diedro mejorado. Debía estar armado con 2 cañones automáticos de 30 mm MK 108. Ningún ejemplar construido
- He 162B

Versión utilizada como base para posibles diseños provistos de uno o dos motores Argus As 044. Ningún ejemplar construido
- He 162C

Versión mejorada que utilizaba el fuselaje de la variante B junto con un motor Heinkel-Hirth HeS 011A, alas en flecha, una deriva en forma de V y dos cañones automáticos de 30 mm MK 108. Se preveía integrar el sistema de armas Schräge Musik. Ningún ejemplar construido
- He 162D

Versión mejorada con una configuración similar a los modelos C, pero con un ala de flecha negativa. Ningún ejemplar construido
- He 162E

Versión del He 162A con una planta de poder mixta BMW 003R, un reactor BMW 003Ha integrado junto con un motor cohete de combustible líquido BMW 718 para obtener mayor empuje. Un prototipo construido que realizó pruebas de vuelo
- He 162S

Planeador de entrenamiento biplaza
- He 162 (A-10)

Versión del He 162A, particularmente reconocible por su diferencia respecto a sus predecesores, fue un caza bimotor propulsado por dos pulsoreactores. 

## Sobrevivientes
- He-162A-2 (Werk Nummer -número de construcción- 120227) del JG1 está expuesto en el Royal Air Force Museum (Museo de la RAF) en Hendon, Londres.

- He-162A-2 (Werk Nummer 120077) propiedad de Planes of Fame (Aviones famosos) y en exposición estática en Chino, California, USA. Existen rumores de que este ejemplar estaba a la venta y que fue comprado por un museo alemán.

- He-162A-2 (Werk Nummer 120230), se piensa que fue volado por el Oberst –comandante- Herbert Ihlefeld of 1/JG 1, es propiedad del National Air and Space Museum (Museo Nacional del Aire y del Espacio) de Estados Unidos. Este He-162 utiliza una deriva del He 162 Werk Nummer 120222.

- Dos He-162A-2s (Werk Nummern 120086 y 120076) son propiedad del National Aviation Museum of Canada (Museo Nacional de Aviación de Canadá). Ambos están desarmados y no están en exposición permanente.

- He-162A-1 (Werk Nummer 120235) expuesto colgado del techo del The Imperal War Museum (Museo Imperial de la Guerra) en Londres.

- He-162A-2 (Werk Nummer 120015) pertenecía al III./JG1, actualmente se encuentra expuesto en el Musée de l'Air (Museo del Aire) en París.

## Especificaciones

### Características generales
- Tripulación: Uno
- Longitud: 9,05 m
- Envergadura: 7,2 m
- Altura: 2,6 m
- Superficie alar: 14,5 m²
- Peso vacío: 1.600 kg
- Peso cargado: 2.800 kg
- Planta motriz: 1× Turborreactor BMW 003E-1 or E-2.
  - Empuje normal: 800 kg de empuje.

### Rendimiento
- Velocidad máxima operativa (Vno): 900 km/h a 5.600 m
- Alcance: 975 km
- Techo de vuelo: 12.000 m
- Régimen de ascenso: 1.405 m/min
- Carga alar: 193,1 kg/m²

### Armamento
- Cañones: 2× MG 151 de 20 mm

### Aeronaves similares
- Henschel Hs 132
- de Havilland Vampire

### Secuencias de designación
- Sistema de designación aeronaves del RLM: ← Fw 159 · Ju 160 · Bf 161 · He 162 · Bf 162 · Bf 163 · Me 163 →

### Listas relacionadas
- Anexo:Cazas de la Segunda Guerra Mundial
- Anexo:Aeronaves militares de Alemania en la Segunda Guerra Mundial